# 24046 Malovany
24046 Malovany este un asteroid din centura principală de asteroizi.

## Descriere
24046 Malovany este un asteroid din centura principală de asteroizi. A fost descoperit pe 2 octombrie 1999 la Observatorul din Ondřejov de Lenka Šarounová. Asteroidul prezintă o orbită caracterizată de o semiaxă mare de 2,32 ua, o excentricitate de 0,16 și o înclinație de 4,3° în raport cu ecliptica.